# Abisara savitri
Abisara savitri är en fjärilsart som beskrevs av Felder 1860. Abisara savitri ingår i släktet Abisara och familjen Riodinidae. Inga underarter finns listade i Catalogue of Life.

## Bildgalleri

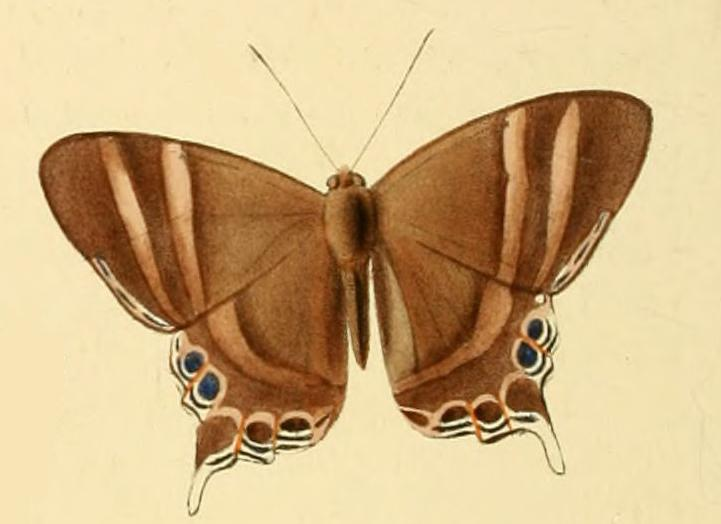
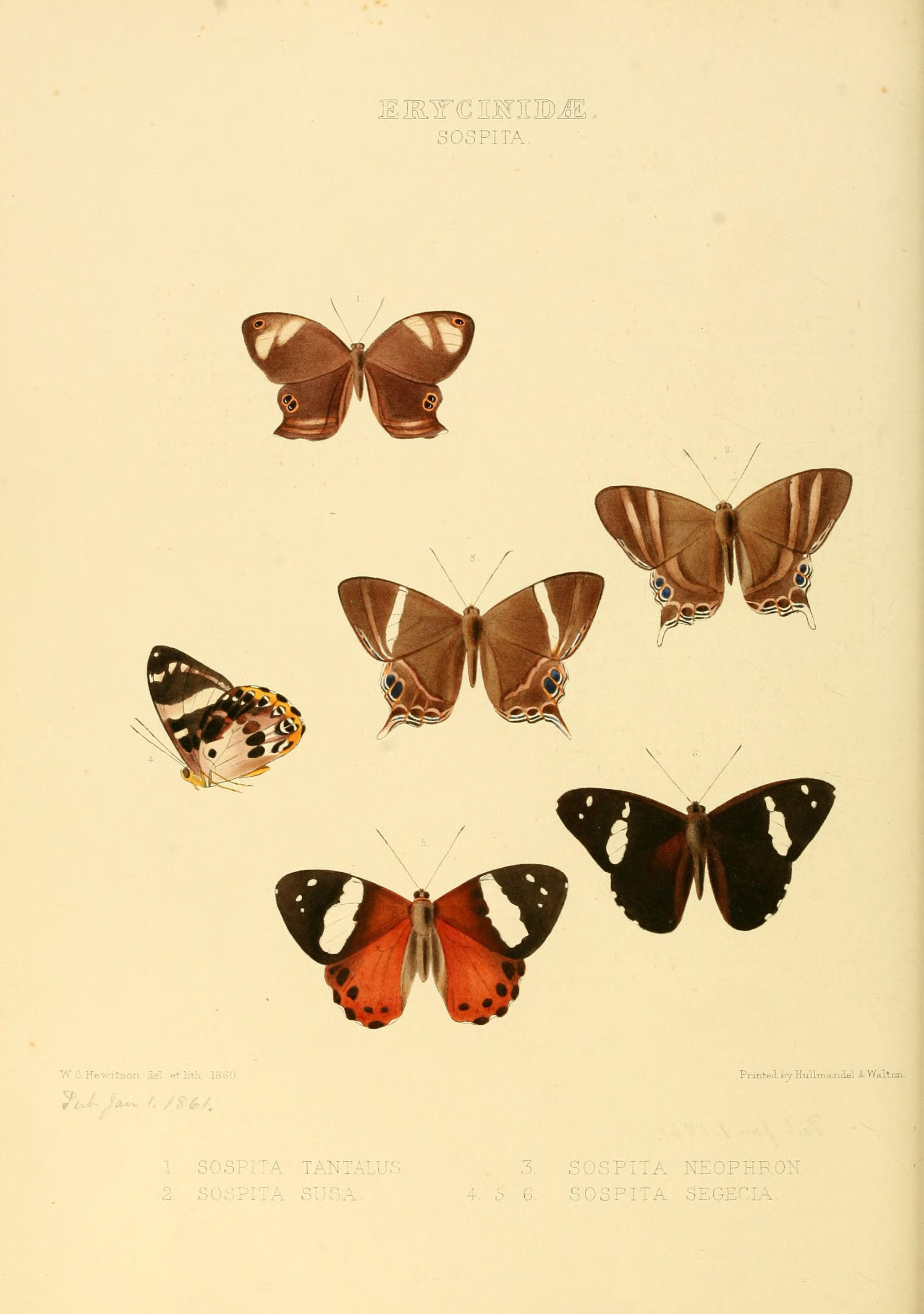